# Башаков Олексій Олександрович
Олексій Олександрович Башаков (нар. 3 січня 1988, Кременчук, Полтавська область, УРСР) — український футболіст, півзахисник.

## Кар'єра гравця
Вихованець клубу «Атлант-Кремез» (Кременчук), у складі якого з 2001 по 2005 рік виступав у чемпіонаті ДЮФЛУ. У 2005 році підписав перший професіональний контракт з «Кременем». Дебютував у складі кременчуцького клубу 1 серпня 2005 року в програному (1:2) виїзному поєдинку попереднього етапу кубку України проти Гірника-спорту. Олексій вийшов на поле в стартовому складі та відіграв увесь матч. У Другій лізі чемпіонату України дебютував 6 серпня 2005 року в переможному (2:3) виїзному поєдинку 1-го туру групи В проти донецького «Олімпіка». Башаков вийшов на поле в стартовому складі та відіграв увесь матч. У сезоні 2006/07 років також зіграв 5 матчів (1 гол) за аматорський фарм-клуб кременчужан, «Кремінь-2-Криничка». У складі «Кременя» в чемпіонатах України зіграв 84 матчі, ще 4 поєдинки провів у кубку України.
У 2010 році перейшов до аматорського клубу УкрАгроКом (с. Головківка). З 2010 по 2011 роки брав участь у складі головківської команди в аматорському чемпіонаті України, а також двічі ставав володарем кубку Кіровоградської області. На професіональному рівні в складі «аграріїв» дебютував 16 липня 2011 року в переможному (2:1) домашньому поєдинку 1-го попереднього раунду кубку України проти краматорського «Авангарду». Олексій вийшов на поле на 78-й хвилині, замінивши Юрія Грищенка. У другій лізі дебютував за «УкрАгроКом» 23 липня 2011 року в переможному (3:0) домашньому поєдинку 1-го туру групи А проти хмельницького «Динамо» (Хмельницький). Башаков вийшов на поле на 90-й хвилині, замінивши Юрія Грищенка. Єдиним голом у футболці головківського клубу відзначився 13 серпня 2011 року на 80-й хвилині переможного (5:1) домашнього поєдинку 4-го туру групи А Другої ліги проти «Єдності» (Плиски). Олексій вийшов на поле на 46-й хвилині, замінивши Юрія Грищенка. У складі «УкрАгроКому» відіграв першу частину сезону 2011/12 років, за цей час у Другій лізі зіграв 15 матчів та відзначився 1 голом, ще 1 поєдинок провів у кубку України. 
З 2012 по 2015 рік виступав за аматорський клуб «Фламінго» (Комсомольськ) в чемпіонаті Полтавської області.

## Особисте життя
Олексій син радянського українського футболіста Олександра Башакова, який з 1985 по 1990 рік виступав на аматорському рівні за «Вагонобудівник» (Кременчук).